# Zolfo Springs
Zolfo Springs és una població dels Estats Units a l'estat de Florida. Segons el cens del 2000 tenia 1.641 habitants.

## Demografia
Segons el cens del 2000, Zolfo Springs tenia 1.641 habitants, 497 habitatges, i 399 famílies. La densitat de població era de 419,6 habitants/km².
Dels 497 habitatges en un 39,4% hi vivien nens de menys de 18 anys, en un 60,2% hi vivien parelles casades, en un 15,1% dones solteres, i en un 19,7% no eren unitats familiars. En el 14,9% dels habitatges hi vivien persones soles el 9,5% de les quals corresponia a persones de 65 anys o més que vivien soles. El nombre mitjà de persones vivint en cada habitatge era de 3,26 i el nombre mitjà de persones que vivien en cada família era de 3,55.
Per edats la població es repartia de la següent manera: un 32,3% tenia menys de 18 anys, un 11,2% entre 18 i 24, un 25,3% entre 25 i 44, un 16,4% de 45 a 60 i un 14,9% 65 anys o més.
L'edat mitjana era de 30 anys. Per cada 100 dones de 18 o més anys hi havia 100,2 homes.
La renda mitjana per habitatge era de 25.972 $ i la renda mitjana per família de 27.188 $. Els homes tenien una renda mitjana de 18.603 $ mentre que les dones 17.292 $. La renda per capita de la població era d'11.397 $. Entorn del 18,7% de les famílies i el 27,3% de la població estaven per davall del llindar de pobresa.

## Poblacions més properes
El següent diagrama mostra les poblacions més properes.